# Ropalidia thailandia
Ropalidia thailandia är en getingart som beskrevs av Gusenleitner 1994. Ropalidia thailandia ingår i släktet Ropalidia och familjen getingar. Inga underarter finns listade i Catalogue of Life.